# Sam Richardson (Leichtathlet)
Sam Richardson (eigentlich Samuel Cromwell Richardson; * 17. November 1917 in Toronto; † 1989) war ein kanadischer Sprinter, Weit- und Dreispringer.
1934 gewann er bei den British Empire Games in London Gold im Weitsprung und Silber im Dreisprung.
Bei den Olympischen Spielen 1936 in Berlin kam er im Weitsprung auf den 14. Platz, im Dreisprung auf den 20. Platz und in der 4-mal-100-Meter-Staffel auf den fünften Platz.
Zweimal wurde er kanadischer Meister im Weitsprung (1935, 1936) und dreimal im Dreisprung (1934–1936).

## Persönliche Bestleistungen
- 100 Yards: 9,8 s, 1935
- Weitsprung: 7,59 m, 9. August 1935, Winnipeg
- Dreisprung: 14,81 m, 28. Juni 1938, Hamilton